# Indopoa paupercula
Indopoa es un género monotípico de plantas herbáceas perteneciente a la familia de las poáceas. Su única especie: Indopoa paupercula (Stapf) Bor, es originaria de la India.

## Descripción
Son planta anuales (a veces epífitas). Con culmos que alcanzan los 10-16 cm de altura; herbáceas; no ramificada arriba. Las hojas no auriculadas. Las láminas de las hojas lineares; estrechas; de 1-2 mm de ancho (12 cm de largo); no cordadas, no sagitadas; setaceas; sin glándulas multicelulares abaxiales; sin venación;. La lígula es una membrana no truncada. Plantas bisexuales, con espiguillas bisexuales; con flores hermafroditas; con endogamia presunta. Inflorescencia determinada; sin pseudospigas; con un solo pico (de 8 cm de largo) ; sin ramillas capilares; no digitadas; espateada (pero las hojas superiores a veces reducidas); no comprende inflorescencias parciales y de los órganos foliares. La espiguilla fértil con ejes persistentes. Espiguillas solitarias.

## Taxonomía
Indopoa paupercula fue descrita por (Stapf) Bor y publicado en Kew Bulletin 1958: 225. 1958.
Etimología
Indopoa: nombre genérico que deriva de la palabra griega poa (pasto, forraje) y el lugar donde habita, la India.
paupercula: epíteto latíno que significa "pobre".
Sinonimia
- Tripogon pauperculus Stapf